# Faulenrost
Faulenrost ist eine Gemeinde im Landkreis Mecklenburgische Seenplatte in Mecklenburg-Vorpommern (Deutschland). Sie gehört dem Amt Malchin am Kummerower See an, das seinen Verwaltungssitz in der Stadt Malchin hat.

## Geografie

### Lage
Die Gemeinde Faulenrost liegt etwa zehn Kilometer südlich von Malchin und südwestlich von Stavenhagen. Im Süden der Gemeinde liegt der Rittermannshagener See in der Nähe des namensgebenden Ortes.

### Gemeindegliederung
Zu Faulenrost gehören die Ortsteile Hungerstorf, Schwabendorf, Rittermannshagen, Rittermannshagen-Hof und Demzin.

## Geschichte
Es gibt archäologische Funde, die bis zur mittleren Steinzeit zurückreichen. In der Nähe von Faulenrost befindet sich außerdem das steinzeitliche Großsteingrab Faulenrost.
Aus mittelalterlicher Zeit sind zwei Turmhügel bestehen geblieben, wobei das Vorhandensein zweier solcher Hügel an einem Ort relativ selten ist.
Erstmals erwähnt wird Faulenrost im Jahre 1275, als der Ritter Henning von Rostock mit der Besitzung Faulenrost vom Fürsten Nikolaus von Werle-Güstrow belehnt wird. Der Ritter scheint dem von ihm erworbenen Dorfe seinen Namen beigelegt zu haben: „Villa Rostock“ (1288).
Der Ortsname könnte jedoch auch vom slawischen Wort rastokŭ (Ort, wo zwei Gewässer sich trennen oder vereinigen) abstammen.
Im Laufe der Zeit hat der Volksmund daraus Vůlen Rozstock (1385), dann Vulen Rostke (1494) und schließlich Faulenrost (1683) gemacht.

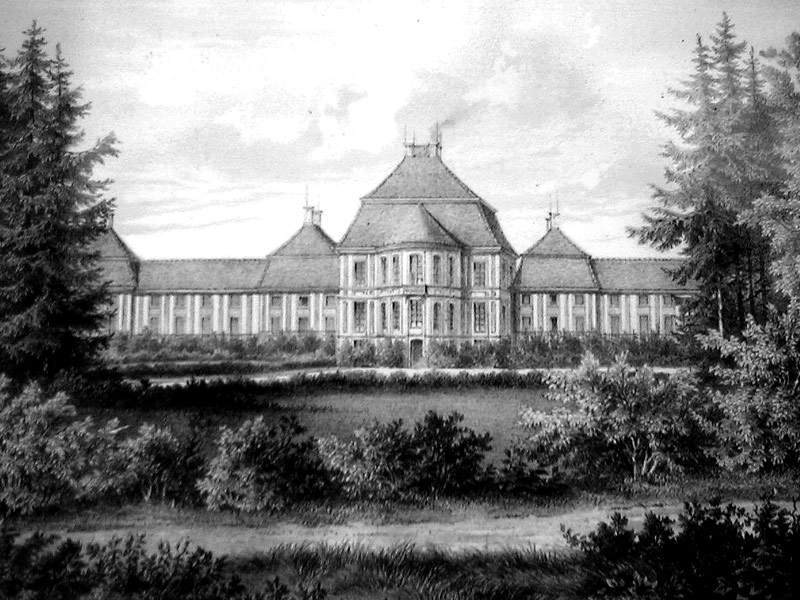
Schloss Faulenrost im 19. Jh.

Bei einer Aufteilung unter den Söhnen des Obersten Levin Ludwig Hahn fiel Faulenrost 1746 dem Ritter Claus Ludwig Hahn zu. Er begann 1760 mit dem Bau des Schlosses und dem Hof in der Absicht, Faulenrost zu seinem Sommerwohnsitz zu machen. Vor der Vollendung versank der Erbauer „in schwermütigen Tiefsinn“, so dass erst sein Nachfolger, der wegen seiner Verdienste um die Astronomie bekannte Friedrich II. von Hahn den Bau vervollständigte und ausgedehnte Gartenanlagen mit Treibhäusern anlegte.
Im Jahre 1933 verkaufte der in eine finanzielle Notlage geratene Graf Septimus von Hahn das Schloss samt dem dazugehörigen Gutsbesitz an eine Berliner Siedlungsgesellschaft, die die Gutsländereien mit württembergischen Neubauern aufsiedelte. Das Schloss wurde wenig später an die politische Gemeinde veräußert. Es diente als Lager des weiblichen Arbeitsdienstes und Unterkunft für örtliche NS-Gliederungen. Der große Festsaal wurde bis zur Beschlagnahmung durch den Reichsstatthalter (1938) als Kirche für die Gemeinde Faulenrost genutzt.

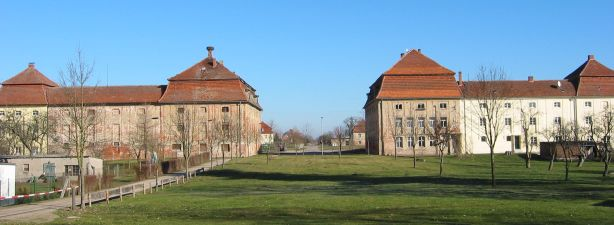
Schlossanlage in Faulenrost, in der Mitte befand sich das 1969 abgebrannte Hauptgebäude.

Mit Ausbruch des Zweiten Weltkrieges wurden in der Schlossanlage auch polnische Kriegsgefangene interniert, nach Kriegsende wurden Flüchtlinge untergebracht. Am 1. Januar 1951 wurden die bisher eigenständigen Gemeinden Demzin und Rittermannshagen eingegliedert. Im Jahre 1954 erfolgte die Einrichtung eines Kindergartens (bis 1964), zuletzt diente es als Schule. In den folgenden Jahren zerfiel das Schloss zusehends. Am 13. Januar 1969 brannte es ab, die Wirtschaftsgebäude und Teile des Parks sind jedoch erhalten.
Von 1842 bis 1845 lebte der niederdeutsche Dichter Fritz Reuter in Demzin, einem heute eingemeindeten Nachbardorf von Faulenrost. Er lernte in dieser Zeit seine spätere Frau Lowising kennen, die als Erzieherin in Rittermannshagen – heute ebenfalls eingemeindet – arbeitete. Faulenrost wird in Reuters Werk „Die Urgeschicht von Meckelnborg“ erwähnt.

## Wappen, Flagge, Dienstsiegel
Die Gemeinde verfügt über kein amtlich genehmigtes Hoheitszeichen, weder Wappen noch Flagge. Als Dienstsiegel wird das kleine Landessiegel mit dem Wappenbild des Landesteils Mecklenburg geführt. Es zeigt einen hersehenden Stierkopf mit abgerissenem Halsfell und Krone und der Umschrift „GEMEINDE FAULENROST“.

## Sehenswürdigkeiten
- Von der barocken Schlossanlage sind Torhäuser, Kavaliershäuser und Wirtschaftsgebäude erhalten. Die Kavaliershäuser sind zweieinhalbgeschossige Putzbauten mit Mansarddach, an die sich über Verbindungsbauten jeweils noch quadratische Eckpavillons anschließen. Die zweigeschossigen Torhäuser sind ebenfalls als Putzbauten mit Mansarddach ausgeführt. Unter den Wirtschaftsgebäuden befindet sich eine Scheune von 1744, die noch vor der barocken Umgestaltung des Schlosses entstand. Der Landschaftspark ist noch ansatzweise zu erkennen. Ein Blumenbeet kennzeichnet die Grundfläche des 1968 abgebrannten Hauptgebäudes.
- Um Faulenrost befinden sich zwei Turmhügel als Reste früherer Befestigungsanlagen: am Ochsenberg und am Spegelbarg (Spiegelberg).
- Die Dorfkirche Rittermannshagen ist ein Backsteinbau aus dem 13./14. Jahrhundert.
- Burgwall Hungerstorf

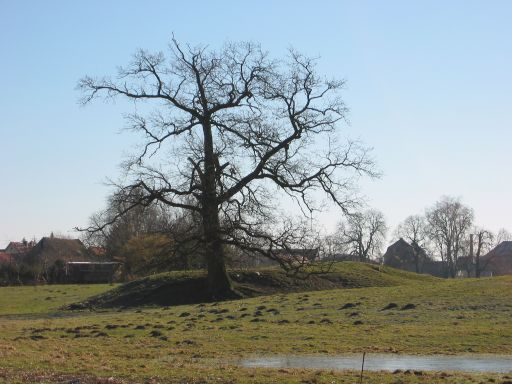
Turmhügel am Ochsenberg
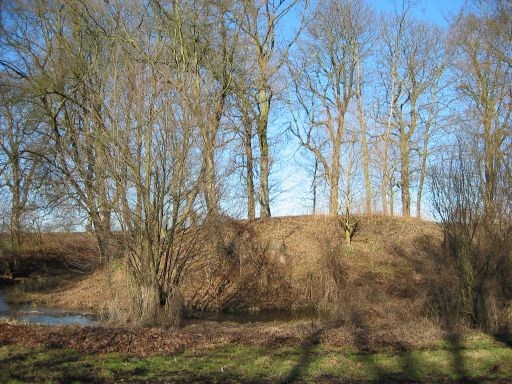
Turmhügel am Schlegelsberg
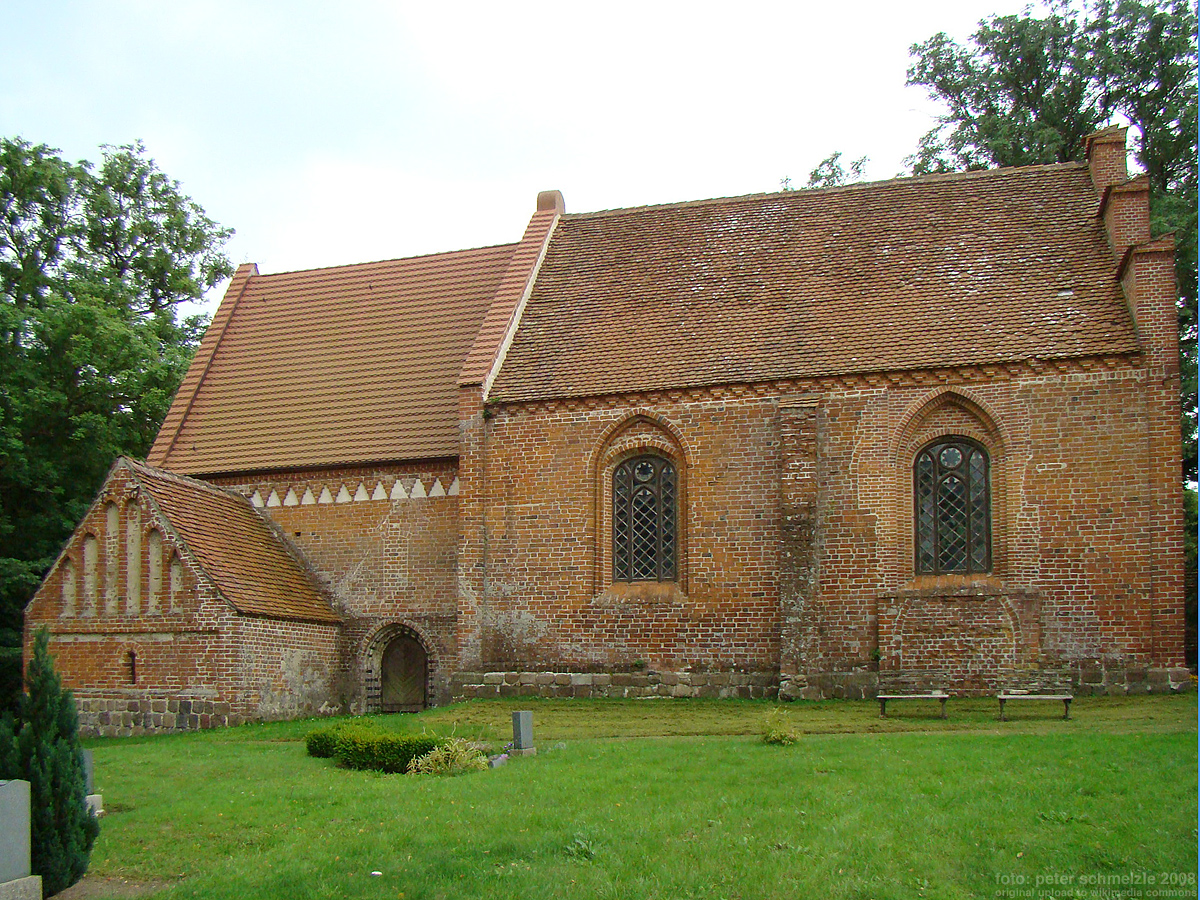
Dorfkirche Rittermannshagen
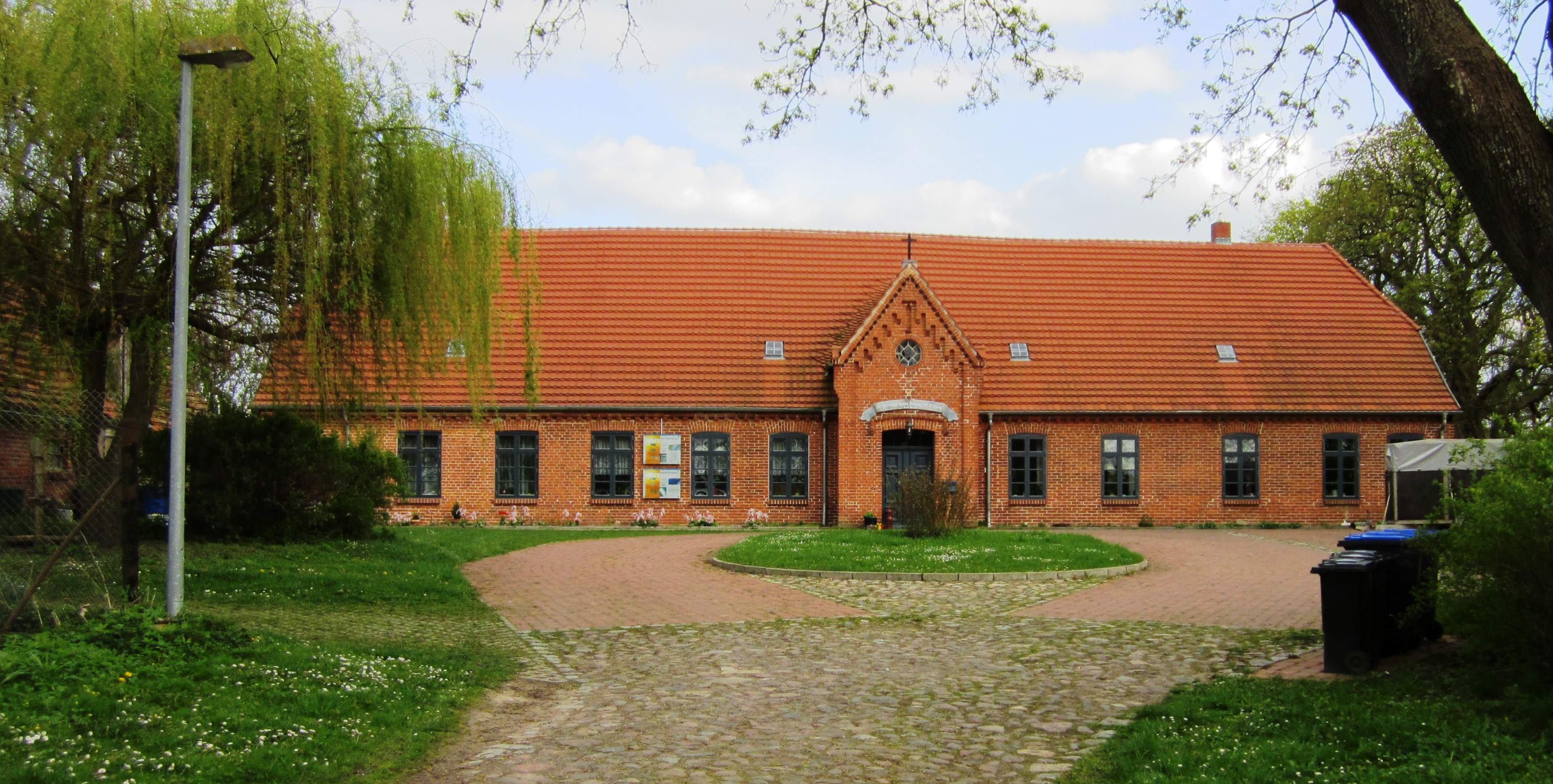
Das Pfarrhaus in Rittermannshagen

## Öffentliche Einrichtungen
- Freiwillige Feuerwehr
- Sportplatz mit Freilichtbühne
- kleine Foto-Ausstellung zur Geschichte der Fischerei

## Personen, die mit Faulenrost verbunden sind
- Jürgen Karnopp, Bildhauer, hat Wohnsitz und Atelier im Ort (Ausbau 1)